# Federico II di Meißen
Federico II di Meißen, detto il Serio (Gotha, 30 novembre 1310 – Eisenach, 18 novembre 1349), fu margravio di Meißen e langravio di Turingia dal 1323 fino alla sua morte.

## Biografia
Federico era il figlio del margravio di Federico I di Meißen, e della sua seconda moglie, Elisabetta di Lobdeburg-Arnshaugk. Apparteneva dunque alla dinastia Wettin.
Nel 1323 succedette al padre ma essendo ancora minore età, sua madre iniziò una reggenza in suo nome. Quando raggiunse l'età adulta, nel 1329, egli dovette affrontare dure lotte con i vassalli ed i propri vicini, in particolare con i conti di Weimar-Orlamünde e con quelli di Schwarzburg (1342-1345). Questi conflitti sorsero principalmente a causa della dichiarazione di pace di Federico nel 1338, che diminuì drasticamente i diritti e l'influenza dei piccoli proprietari terrieri e dei governanti locali, e che aveva come obiettivo la sottomissione di questi ultimi due gruppi. Nel 1342, i nobili insoddisfatti, preoccupati per i loro diritti e la loro indipendenza, si riunirono ad Arnstadt (a sud-ovest di Erfurt) contro Federico II, in quella che sarebbe stata conosciuta come la guerra dei conti di Turingia. Il conflitto durò fino al 1346.
Dopo la morte dell'Imperatore Luigi IV, il partito bavarese tentò di spingerlo ad accettare la corona tedesca (in quanto legittimo erede degli Hohenstaufen attraverso sua nonna Margherita di Sicilia) ma egli diffidava dell'incostanza dei suoi elettori, rigettò la richiesta, decidendo di cedere i suoi diritti, dietro alto compenso di danaro, in favore di Carlo IV del Lussemburgo. Federico II si limitò a consolidare il suo dominio e a difendersi dal pericolo che si profilava da Carlo IV. In una riunione del 1348 a Bautzen entrambi riconobbero gli stati di possesso esistenti.
Federico morì il 18 novembre 1349 nel castello di Wartburg. Fu sepolto nell'Abbazia di Altzella, dove sono sepolti diversi parenti, tra cui suo figlio Federico il Severo. Dopo l'incendio della chiesa del monastero nel 1599 e la sua distruzione, nel 1676 l'elettore Giovanni Giorgio II di Sassonia fece costruire una nuova cappella principesca, ma le ossa del coro della chiesa furono trasferite in questa cappella solo nel 1804.

## Famiglia
Federico II si sposò nel maggio del 1323 a Norimberga con Matilde di Baviera, figlia di Ludovico IV il Bavaro della dinastia Wittelsbach, dalla quale ebbe nove figli:
- Elisabetta (22 novembre 1329 - 21 aprile 1375), che sposò Federico V, burgravio di Norimberga;
- Federico (nato e morto nel 1330);
- Federico III il Rigoroso, langravio di Turingia e margravio di Meißen;
- Baldassarre, langravio di Turingia e margravio di Meißen;
- Beatrice (1 settembre 1339-15 luglio 1399), suora a Weißenfels;
- Luigi (25 febbraio 1340-17 febbraio 1382), vescovo di Bamberga;
- Guglielmo il Guercio, margravio di Meißen;
- Anna (7 agosto 1345-22 marzo 1363), suora a Seußlitz;
- Clara (nata il 7 agosto 1345).

## Ascendenza
|                                   |   |                        | Genitori                 |  |  | Nonni |  |  | Bisnonni             |  |  | Trisnonni             |  |
|                                   |   |                        |                          |  |  |       |  |  | Enrico III di Meißen |  |  | Teodorico I di Meißen |  |
|                                   |   |                        |                          |  |  |       |  |  | Enrico III di Meißen |  |  | Teodorico I di Meißen |  |
|                                   |   | Jutta di Turingia      |                          |  |  |       |  |  | Enrico III di Meißen |  |  |                       |  |
| Alberto II di Meißen              |   |                        |                          |  |  |       |  |  | Enrico III di Meißen |  |  |                       |  |
|                                   |   | Costanza d'Austria     | Leopoldo VI di Babenberg |  |  |       |  |  |                      |  |  |                       |  |
|                                   |   | Costanza d'Austria     | Leopoldo VI di Babenberg |  |  |       |  |  |                      |  |  |                       |  |
|                                   |   | Costanza d'Austria     | Teodora Angelina         |  |  |       |  |  |                      |  |  |                       |  |
| Federico I di Meißen              |   | Costanza d'Austria     |                          |  |  |       |  |  |                      |  |  |                       |  |
|                                   |   | Federico II di Svevia  | Enrico VI di Svevia      |  |  |       |  |  |                      |  |  |                       |  |
|                                   |   | Federico II di Svevia  | Enrico VI di Svevia      |  |  |       |  |  |                      |  |  |                       |  |
|                                   |   | Federico II di Svevia  | Costanza d'Altavilla     |  |  |       |  |  |                      |  |  |                       |  |
| Margherita di Sicilia             |   | Federico II di Svevia  |                          |  |  |       |  |  |                      |  |  |                       |  |
|                                   |   | Isabella d'Inghilterra | Giovanni d'Inghilterra   |  |  |       |  |  |                      |  |  |                       |  |
|                                   |   | Isabella d'Inghilterra | Giovanni d'Inghilterra   |  |  |       |  |  |                      |  |  |                       |  |
|                                   |   | Isabella d'Inghilterra | Isabella d'Angoulême     |  |  |       |  |  |                      |  |  |                       |  |
| Federico II di Meißen             |   | Isabella d'Inghilterra |                          |  |  |       |  |  |                      |  |  |                       |  |
|                                   | … | …                      |                          |  |  |       |  |  |                      |  |  |                       |  |
|                                   | … | …                      |                          |  |  |       |  |  |                      |  |  |                       |  |
|                                   | … | …                      |                          |  |  |       |  |  |                      |  |  |                       |  |
| Otto IV di Lobdeburg-Arnsgauck    | … |                        |                          |  |  |       |  |  |                      |  |  |                       |  |
|                                   |   | …                      | …                        |  |  |       |  |  |                      |  |  |                       |  |
|                                   |   | …                      | …                        |  |  |       |  |  |                      |  |  |                       |  |
|                                   |   | …                      | …                        |  |  |       |  |  |                      |  |  |                       |  |
| Elisabetta di Lobdeburg-Arnshaugk |   | …                      |                          |  |  |       |  |  |                      |  |  |                       |  |
|                                   |   | …                      | …                        |  |  |       |  |  |                      |  |  |                       |  |
|                                   |   | …                      | …                        |  |  |       |  |  |                      |  |  |                       |  |
|                                   |   | …                      | …                        |  |  |       |  |  |                      |  |  |                       |  |
| …                                 |   | …                      |                          |  |  |       |  |  |                      |  |  |                       |  |
|                                   |   | …                      | …                        |  |  |       |  |  |                      |  |  |                       |  |
|                                   |   | …                      | …                        |  |  |       |  |  |                      |  |  |                       |  |
|                                   |   | …                      | …                        |  |  |       |  |  |                      |  |  |                       |  |
|                                   |   | …                      |                          |  |  |       |  |  |                      |  |  |                       |  |